# Unión Internacional de Telecomunicaciones

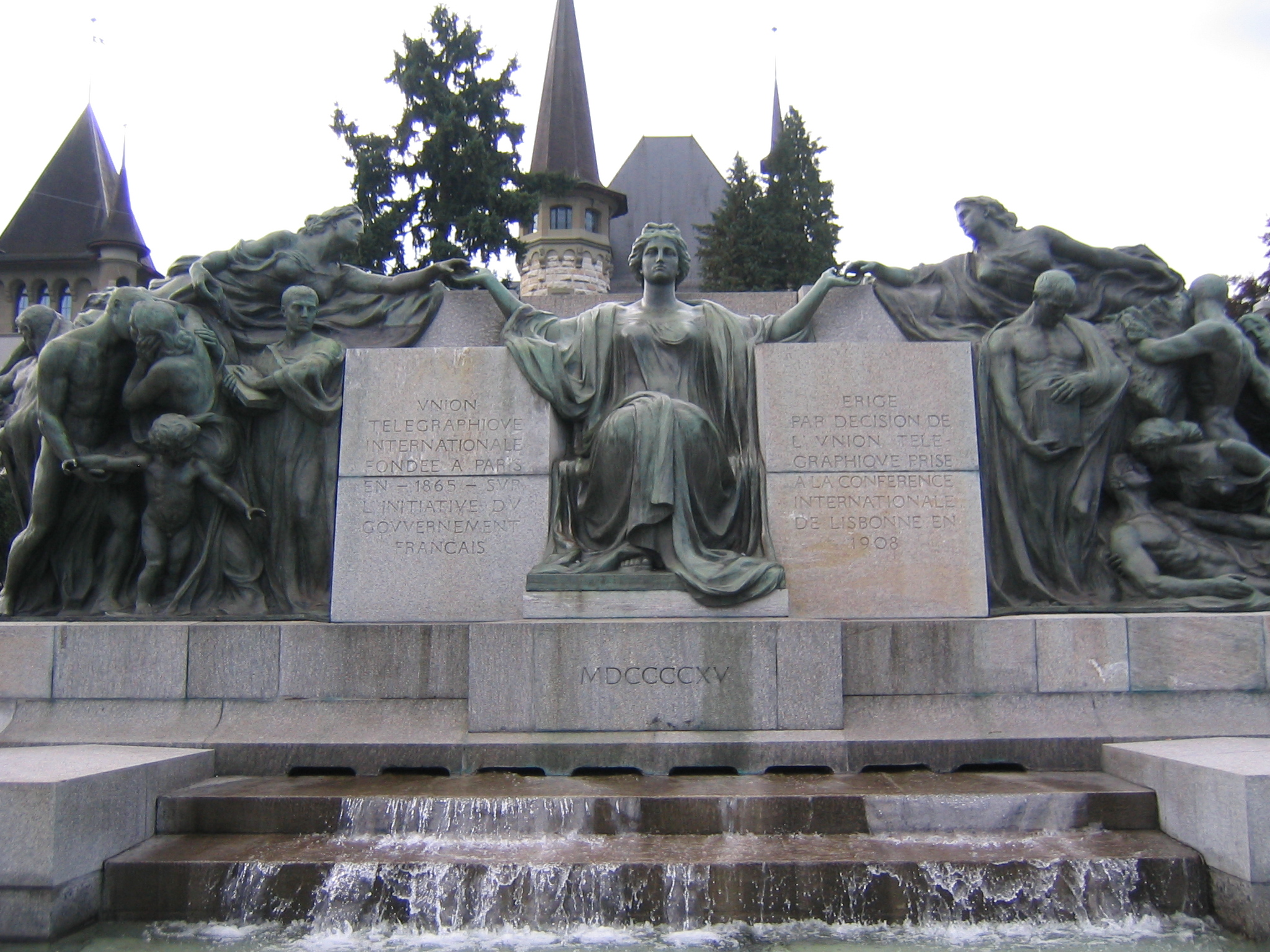
Monumento erigido en Berna (Suiza) a la Unión Telegráfica Internacional, organismo predecesor de la Unión Internacional de Telecomunicaciones.

La Unión  Internacional de Telecomunicaciones (UIT) es el organismo especializado en telecomunicaciones de la Organización de las Naciones Unidas (ONU), encargado de regular las telecomunicaciones a nivel internacional entre las distintas administraciones y empresas operadoras. Su sede se encuentra en la ciudad de Ginebra (Suiza).

## Historia
La UIT es la organización intergubernamental más antigua del mundo, con una historia que se remonta hasta 1865, fecha de la invención de los primeros sistemas telegráficos, con la fundación de la Unión Telegráfica Internacional. Se creó para controlar la interconexión internacional de estos sistemas de telecomunicación pioneros.
Posteriormente, en 1932, en reunión celebrada en Madrid (España), la Unión Telegráfica Internacional aprobó el cambio de nombre al actual, Unión Internacional de Telecomunicaciones, y en 1947 fue integrado en el aparato de gestión internacional de la ONU para asegurar la interoperabilidad de las redes de comunicaciones modernas de todos los países.
La UIT ha hecho posible, desde entonces, el desarrollo del teléfono, de las comunicaciones por radio, de la radiodifusión por satélite y de la televisión y, más recientemente, la popularidad de las computadoras u ordenadores personales y el nacimiento de la era electrónica. La organización se convirtió en un organismo especializado de la ONU en 1947. Posteriormente, desde 1998 hasta 2003, absorbió a varias organizaciones internacionales responsables del desarrollo tecnológico, tales como la “Asociación de la Tecnología Informática de América” (ITAA) y el Consejo Internacional para la Administración Tecnológica (IBTA).

## Idiomas de la institución
Sus instrumentos rectores son la Constitución y el Convenio, aprobados ambos en la Conferencia de Plenipotenciarios celebrada en Ginebra en 1992. El artículo 29 de la Constitución establece:

Idiomas. 171.1 (1). Los idiomas oficiales y de trabajo de la Unión son: el árabe, el chino, el español, el francés, el inglés y el ruso. 172 (2) Estos idiomas se utilizarán de conformidad con las decisiones pertinentes de la Conferencia de Plenipotenciarios para la redacción y publicación de los documentos y textos de la Unión, en versiones equivalentes en su forma y contenido y para la interpretación recíproca durante las conferencias y reuniones de la Unión. 173 (3) En caso de divergencia o controversia, el texto francés hará fe. 174 (2) Cuando todos los participantes en una conferencia o reunión así lo acuerden podrá utilizarse en los debates un número menor de idiomas que el mencionado anteriormente.

## Composición
La UIT está compuesta por tres sectores:
1. ITU-R: Sector de Radiocomunicaciones (antiguo CCIR).
2. ITU-T: Sector de Normalización de las Telecomunicaciones (antiguo CCITT).
3. ITU-D: Sector de Desarrollo de las Telecomunicaciones.

El Centro de Innovación de la UIT se encuentra en Nueva Deli.

## Funciones
En general, la normativa generada por la UIT está contenida en un amplio conjunto de documentos denominados «Recomendaciones», agrupados por «Series». Cada serie está compuesta por las recomendaciones correspondientes a un mismo tema, por ejemplo: Tarificación, Mantenimiento, etcétera. Aunque en las recomendaciones nunca se «ordena», solo se «recomienda», su contenido es considerado como obligatorio por las administraciones y empresas operadoras a nivel de relaciones internacionales.
La UIT:
- Desarrolla estándares que facilitan la interconexión eficaz de las infraestructuras de comunicación nacionales con las redes globales, permitiendo un perfecto intercambio de información, ya sean datos, faxes o simples llamadas de teléfono, desde cualquier país;
- Trabaja para integrar nuevas tecnologías en la red de telecomunicaciones global, para fomentar el desarrollo de nuevas aplicaciones tales como Internet, el correo electrónico y los servicios multimedia;
- Gestiona el reparto del espectro de frecuencias radioeléctricas y de las órbitas de los satélites, recursos naturales limitados utilizados por una amplia gama de equipos incluidos los teléfonos móviles, las radios y televisiones, los sistemas de comunicación por satélite, los sistemas de seguridad por navegación aérea y marítima, así como por los sistemas informáticos sin cable;
- Se esfuerza por mejorar la accesibilidad a las telecomunicaciones en el mundo en desarrollo a través del asesoramiento, la asistencia técnica, la dirección de proyectos, los programas de formación y recursos para la información, y fomentando las agrupaciones entre las empresas de telecomunicaciones, los organismos de financiación y las organizaciones privadas;
- Engloba a 193 países miembros y unas setecientas entidades del sector privado, que trabajan juntos para desarrollar sistemas de telecomunicaciones mejores y más asequibles, y para ponerlos a disposición del mayor número posible de personas.

## Políticas de igualdad de género
La Conferencia Mundial de Desarrollo de las Telecomunicaciones, celebrada en La Valeta (Malta) en marzo de 1998, aprobó la Resolución 7 en la que se establecía, dentro del Sector de Desarrollo de la UIT, un Grupo Especial sobre Cuestiones de Género (Task Force on Gender Issues, TFGI). Esta Resolución recibió el apoyo y el respaldo unánimes de la Conferencia de Plenipotenciarios de Mineápolis. El objetivo del Grupo era servir de órgano principal de sensibilización acerca de las repercusiones de las telecomunicaciones en la mejora de la condición de la mujer, promover la integración de la perspectiva de género en la política y los programas de telecomunicaciones y velar por que los beneficios de las aplicaciones de las telecomunicaciones estén al alcance de todas las mujeres y los hombres de los países en desarrollo de una forma justa y equitativa.
En 2010 se aprobó la resolución Resolución 70 de la Conferencia de Plenipotenciarios celebrada en Guadalajara (México) sobre «Incorporación de una política de género en la UIT y promoción de la igualdad de género y el empoderamiento de la mujer por medio de las tecnologías de la información y la comunicación». En esta resolución se acordó la creación del Día Internacional de las Niñas en las TIC.
En abril de 2012, los Jefes Ejecutivos del Sistema de las Naciones Unidas se reunieron en la sede de la UIT y aprobaron un Plan de acción para todo el sistema (SWAP) sobre igualdad de género y empoderamiento de la mujer acordando que todos los organismos, fondos y programas del sistema de las Naciones Unidas deberán implementar el plan de acción que establece un marco de responsabilidades para promover la igualdad de género y el empoderamiento de la mujer.
Artículo editado el 31/08/2021